# Lê Phạm Thành Long
Lê Phạm Thành Long (* 5. Juni 1996 in Nghĩa Hành, Quảng Ngãi) ist ein vietnamesischer Fußballspieler.

## Karriere

### Verein
Zur Saison 2014 wurde er Hoàng Anh Gia Lai in die erste Mannschaft hochgezogen und von dort aus mehrfach verliehen. Dabei war er in der Folge dann bei Phú Yên, Đắk Lắk, Long An, Hải Phòng und Thanh Hóa. Zur Saison 2021 wurde er dann auch per Wechsel fester Teil von Thanh Hóa, womit er für Hoàng Anh Gia Lai lediglich vier Spiele in seinen sechs Jahren dort machte. Zur Spielzeit 2023 wechselte er dann zu Công An Hà Nội.

### Nationalmannschaft
Sein erstes bekanntes Spiel für die vietnamesische Fußballnationalmannschaft war am 21. November 2023 bei einer 0:1-Niederlage gegen den Irak, während der Qualifikation für die Weltmeisterschaft 2026. Nach einem weiteren Freundschaftsspiel gehörte er dann auch zum Kader bei der Asienmeisterschaft 2024, wo er bei der 2:4-Auftaktniederlage gegen Japan sein Turnier-Debüt gab.